# 4102 Gergana
4102 Gergana је астероид главног астероидног појаса са средњом удаљеношћу од Сунца која износи 3,017 астрономских јединица (АЈ).
Апсолутна магнитуда астероида је 11,7.